# Bataille de Ptolemaïda
Seconde Guerre mondiale,
Bataille de Grèce
Batailles
- Invasion de l'Albanie
- Guerre italo-grecque
- Invasion de la Yougoslavie
- Opération Châtiment
- Bataille de Grèce
- Opération Abstention
- Bataille de Crète
- Campagne de la mer Noire

La bataille de Ptolemaïda fait référence à deux engagements distincts : le premier autour du village de Sotir au nord de Ptolemaïda et le second autour du village de Proasteion au sud de Ptolemaïda, livrés le 13 avril 1941 pendant la bataille de Grèce. Des unités alliées sous le commandement de la 1re brigade blindée britannique ont retardé la progression de la 9e Panzerdivision allemande afin de couvrir le retrait des Alliés de leurs positions à Kleidi et du mont Vermion vers la nouvelle ligne défensive établie sur le mont Olympe - fleuve Aliakmon - mont Siniatsikon.

## Source de la traduction
- (en) Cet article est partiellement ou en totalité issu de l’article de Wikipédia en anglais intitulé « Battle of Ptolemaida » (voir la liste des auteurs).